# Molins de Rey
Molins de Rey (oficialmente en catalán: Molins de Rei) es una localidad y municipio español de la provincia de Barcelona, en la comunidad autónoma de Cataluña. Perteneciente a la comarca del Bajo Llobregat y según datos de 2021 su población era de 26 104 habitantes. Forma parte del área metropolitana de Barcelona.

## Geografía
Integrado en la comarca de Bajo Llobregat, se sitúa a 18 kilómetros de Barcelona. El término municipal está atravesado por las siguientes carreteras: 
- Carretera nacional N-340, entre los pK 1244 y 1246, que permite la comunicación con San Vicente dels Horts y Sant Feliu de Llobregat.
- Autopista autonómica B-23 (prolongación de la AP-2): conecta la AP-7 con Barcelona.
- Carretera local BV-1468: conecta con la sierra de Collserola y el barrio barcelonés de Sarriá.

El relieve del municipio tiene dos zonas diferenciadas, el llano y la montaña. El llano se extiende a lo largo de la orilla izquierda del río Llobregat, ensanchándose gradualmente de norte a sur. La montaña ocupa la mayor parte del municipio y está integrada en las estribaciones occidentales de la sierra de Collserola. El paisaje presenta unos relieves maduros, con aserrados de formas suaves (puig de Olorda, 424 m; Mulei, 229 m; peñas de Castellví, 237 m), separados por valles donde circulan numerosos torrentes y rieras de régimen torrencial. La riera de Vallvidrera, de caudal casi permanente, corre en dirección noreste suroeste, y drena las sierras más septentrionales del municipio. La altitud oscila entre los 424 metros (Puig de Olorda) y los 20 metros a orillas del río Llobregat. El casco urbano se alza a 37 metros sobre el nivel del mar. 
| Noroeste: El Papiol                     | Norte: San Cugat del Vallés  | Nordeste: San Cugat del Vallés   |
| Oeste: Pallejá y San Vicente dels Horts |                              | Este: Barcelona (exclave)        |
| Suroeste: San Vicente dels Horts        | Sur: Sant Feliu de Llobregat | Sureste: Sant Feliu de Llobregat |

## Historia
El topónimo Molins de Rey tiene su origen en unos antiguos molinos (en catalán, molins) reales, documentados ya en 1188. Estos molinos fueron construidos por orden de Alfonso II de Aragón y fueron el origen del núcleo de población. En 1208 ya tenía iglesia parroquial y cementerio. 
A lo largo de su historia, la villa pasó por diversas manos. En 1309 formaba parte del condado de Pallars ya que era posesión de la condesa Sibila. A su muerte, pasó a manos de Hugo de Arborea, juez de Arborea y vizconde de Bas y más adelante fue cedido al convento de Santa Clara en Cerdeña. En 1366 el señorío de las tierras fue comprado por Berenguer de Relat.

En 1430 fue cedida a Galcerán de Requesens quien construyó en la villa un palacio, visitado por personalidades de la época como los Reyes Católicos o Cristóbal Colón. El palacio entró en decadencia en 1564.

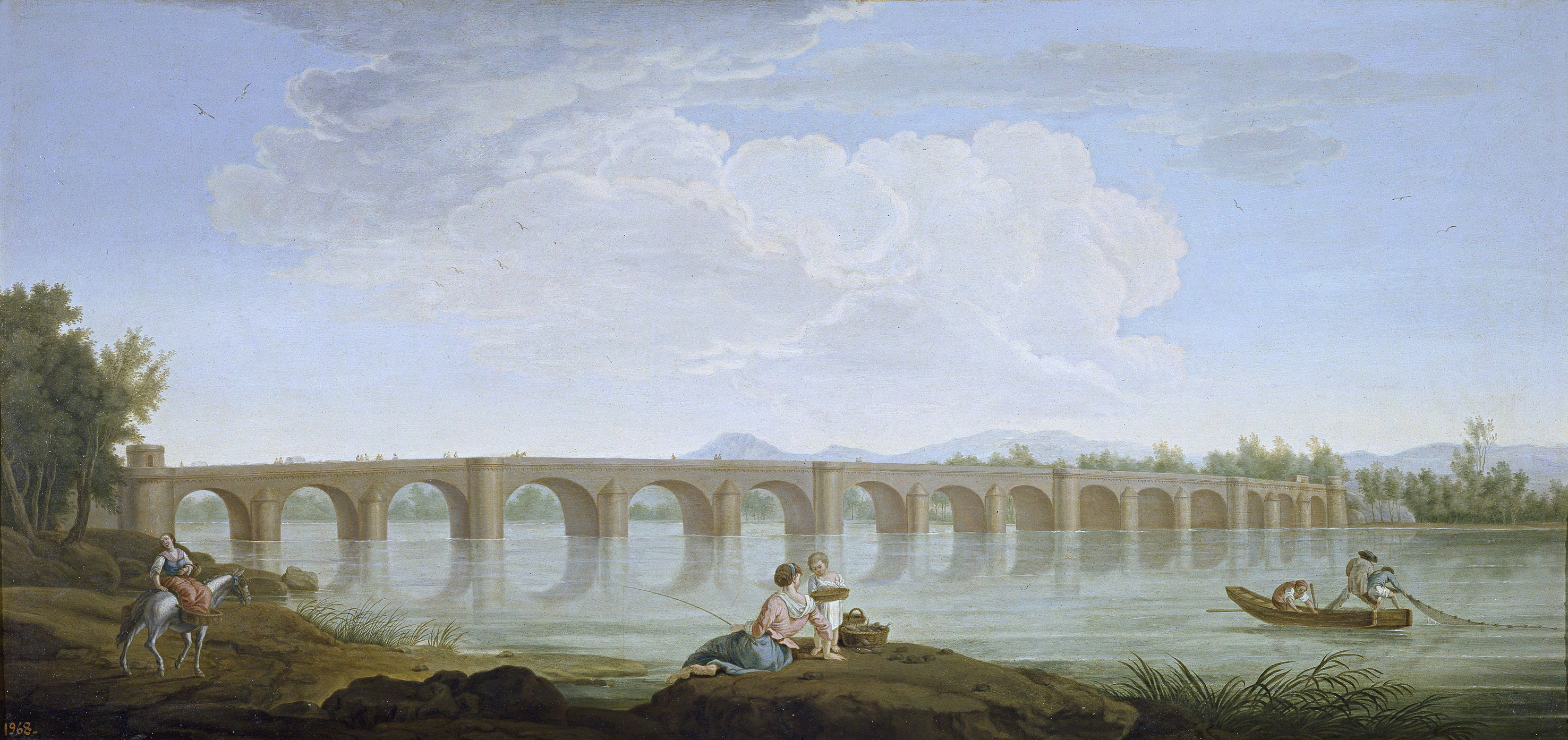
Puente de Molins de Rey, por Mariano Ramón Sánchez, 1787, óleo sobre tabla, 57 x 111 cm, Madrid, Museo del Prado.

En 1763 se construyó un puente sobre el río Llobregat por orden del rey Carlos III. Este puente convirtió la ciudad en un punto estratégico durante la guerra de la Independencia española lo que provocó que Molins fuera incendiada en diversas ocasiones. El 7 de junio de 1808 fue incendiada y saqueada por las tropas del general Schwartz y el 30 de ese mismo mes sufrió un nuevo saqueo. Durante estos incendios se destruyeron numerosos edificios destacados, como el antiguo palacio de los Requesens.
Durante el siglo XIX, se construyeron obras como el Canal de la Infanta en el año 1819 o el ferrocarril en el año 1855 que ayudó a expandir el pueblo. Durante el siglo XX, la villa se industrializó pasando de una economía completamente agrícola a una economía moderna. En las Variaciones de los municipios de España desde 1841 (2008) del Ministerio de Administraciones Públicas el topónimo oficial anterior al actual figura como Molíns de Rey.

## Demografía
Molins de Rey cuenta con una población de 26 948 habitantes (INE 2024).
| Gráfica de evolución demográfica de Molins de Rey entre 1842 y 2021 |
| |
| Población de derecho según los censos de población del INE. Población de hecho según los censos de población del INE.Entre el censo de 1920 y el anterior, crece el término del municipio porque incorpora a una parte de Santa Cruz de Olorde. |

## Economía
Tradicionalmente, la principal actividad económica del municipio era la agricultura. La instalación de diversas fábricas en el municipio provocó en la década de 1960 la llegada de personas procedentes de diversas partes de España. El aumento de la población provocó la pérdida de suelo agrícola por lo que la actividad tradicional quedó relegada a un segundo término.

## Administración y política
| Periodo   | Nombre                                                           | Partido                          |
| --------- | ---------------------------------------------------------------- | -------------------------------- |
| 1979-1983 | Antonia Castellana Aregall                                       | PSUC                             |
| 1983-1987 | Antonia Castellana Aregall                                       | PSUC                             |
| 1987-1991 | Casimir Boy Núñez                                                | PSC-PSOE                         |
| 1991-1995 | Josep Janes Tutusaus                                             | EUiA                             |
| 1995-1999 | Josep Janes Tutusaus                                             | EUiA                             |
| 1999-2003 | Josep Janes Tutusaus (1999-2002) Ivan Arcas Blanch (2002-2003)   | Iniciativa per Molins de Rei     |
| 2003-2007 | Victor Puntas Alvarado (2003-2005) Ivan Arcas Blanch (2005-2007) | ERC Iniciativa per Molins de Rei |
| 2007-2011 | Ivan Arcas Blanch                                                | Iniciativa per Molins de Rei     |
| 2011-2015 | Xavi Paz Penche (2011-2013) Joan Ramon Casals Mata (2013-2015)   | PSC-CP CiU                       |
| 2015-2019 | Joan Ramon Casals Mata (2015-2019) Ramon Sánchez (2019)          | CiU                              |
| 2019-2023 | Xavi Paz Penche                                                  | PSC-CP                           |
| 2023-act. | Xavi Paz Penche                                                  | PSC-CP                           |

### Organización territorial
Molins de Rey se compone de 13 barrios y 5 distritos
Distrito 1
Barri centre
Distrito 2
Barri Pont de la cadena
Barri El canal
Distrito 3
Barri de La granja
Barri de la Pau
Riera nova
Bonavista
Barri Torrent de l'hospital - L'ïangel
Barri de Les conserves
Distrito 4
Barri Riera Bonet
Barri de Les guardioles
Distrito 5 (barrios de montaña)
Barri Vallpineda
Barri de la Rierada
Barri de San Bartolomé de la Cuadra

## Cultura

### Patrimonio

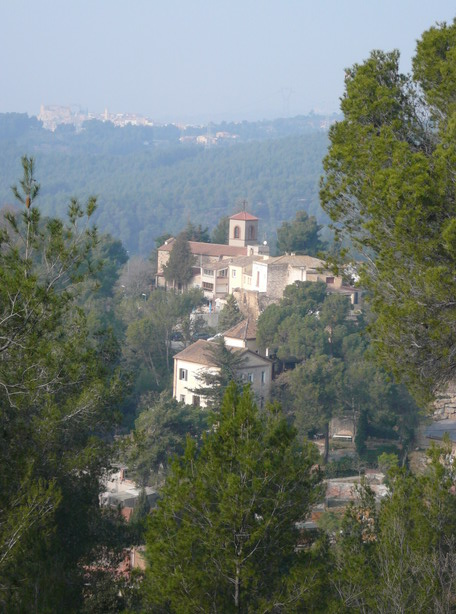
San Bartolomé de la Cuadra

El antiguo puente de Carlos III se hundió en 1971 debido a la extracción de áridos del fondo del río Llobregat que provocaron el deterioro de sus cimientos. El puente estaba compuesto por 15 arcadas y tenía un peculiar color rojizo debido a las piedras que se utilizaron en su construcción.
El palacio de los Requeséns quedó muy deteriorado por los saqueos ocurridos en el siglo XIX. Se trata de un edificio de grandes dimensiones construido en estilo gótico. Tiene una capilla también gótica con arcos apuntados que llegan hasta el techo. La portalada de entrada se encuentra muy deteriorada.
La actual iglesia parroquial de San Miguel de Molins de Rey fue construida en 1942. Es de tres naves con ábside en semicírculo al que se llega a través del transepto. La iglesia se construyó para sustituir al antiguo templo derruido en 1936.

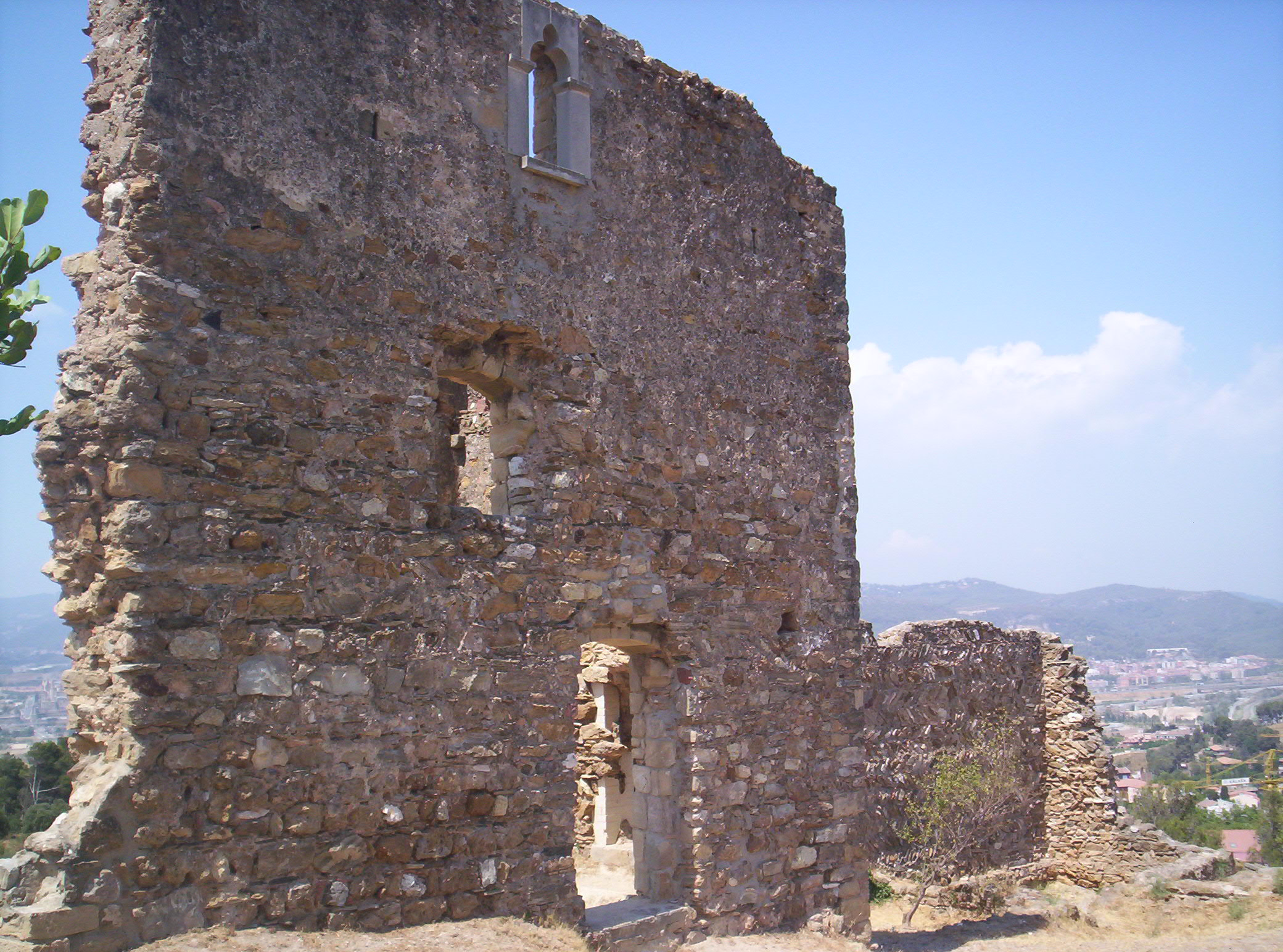
Castillo de Castellciuró

Dentro del término municipal se encuentra el castillo de Castellciuró. Aparece citado en documentos de 1066 aunque se construyó sobre los restos de una antigua fortificación de origen visigótico, destruida en 985 por las tropas de Almanzor. El castillo formaba parte de las torres de defensa que se extendían por la orilla del Llobregat. Se conserva una torre de planta redonda así como algunos muros del recinto. Aunque se encuentra en estado de ruina, el Ayuntamiento realiza constantes trabajos de consolidación y restauración del conjunto.
La capilla de San Pedro de Romaní es de origen románico. Documentada en 1011, es de planta rectangular y la cubierta es con bóveda de cañón. Tiene adosada una torre de construcción posterior.

### Fiestas
Molins de Rey celebra su fiesta mayor el 29 de septiembre, festividad de San Miguel, patrón de la ciudad. Otra actividad destacada es la Feria de la Candelaria (Fira de la Candelera) que tiene lugar en el mes de febrero y cuya celebración tiene su origen en 1851.
Molins de Rey también posee uno de los festivales de cine más antiguos de España: el Festival de Cine de Terror de Molins de Rey, y uno de los más emblemáticos del género en toda España, ya que data de 1973 (estuvo parado durante casi toda la década de 1990, pero volvió a coger fuerza en el 2001). El pasado año 2011 amplió sus días de 4 a 7 e introdujo por primera vez una Sección Oficial de Largometrajes en su 30.ª edición. Además posee Concursos de Carteles, Cortometrajes, Relatos, Secciones retrospectivas de Largometrajes, charlas, y desde 2010 un networking entre productoras, distribuidoras y personalidades del cine de ámbito estatal. Todo ello en el Teatro de La Peni.

## Ciudades hermanadas
- Lorca (España)
- Chinandega (Nicaragua)[8]